# Aplonis grandis
El estornino de las Salomón (Aplonis grandis) es una especie de ave paseriforme de la familia Sturnidae endémica del archipiélago de las islas Salomón.

## Descripción
Mide entre 25 y 29 cm de largo. El plumaje de los adultos es negro, con irisaciones verdes y violáceas, salvo las plumas de vuelo de sus alas que son pardas y una lista marrón claro en las alas que se ve únicamente en vuelo. Su pico negro es robusto y ligeramente curvado hacia abajo. Sus patas también son negras, y sus ojos rojos. Los juveniles son menos brillantes, tienen las primarias pardas y los ojos rojos o pardos.

## Distribución y hábitat
Se encuentra en todas las islas del archipiélago de las Salomón, salvo en San Cristóbal, tanto en las pertenecientes a Papúa Nueva Guinea como las de Islas Salomón. Su hábitat natural son los bosques húmedos tropicales de tierras bajas.